# Darcy Lima
Darcy Gustavo Machado Vieira Lima (Rio de Janeiro, 22 de maio de 1962) é um enxadrista brasileiro, detentor do título de Grande Mestre (GM). É editor do jornal Xeque Mate, e presidiu a Confederação Brasileira de Xadrez (CBX) nos anos de 1999 a 2004 e 2013 a 2020. É vice-presidente da Federação Mundial de Esportes da Mente (IMSA), ex-chairman da Comissão de Projetos Sociais da Federação Internacional de Xadrez (FIDE) de 2012 a 2022, e ex-vice-presidente da FIDE para as Américas (CCA).

## Carreira
Darcy Lima conquistou o título de Mestre Internacional em 1989 e o de Grande Mestre em 1997. É tricampeão brasileiro absoluto de xadrez (1992, 2002 e 2003), e campeão do zonal sul-americano (2.4) da FIDE em 2000 e 2003, torneio classificatório para o campeonato mundial eliminatório da época.
Em 2003, além de vencer o zonal 2.4, Darcy tornou-se bicampeão brasileiro absoluto; sendo apontado pelo site russo Chess Siberia como o melhor jogador do mundo no mês de setembro daquele ano.
Participou três vezes do campeonato mundial de xadrez em formato eliminatório da FIDE (2000, 2004, 2005). Classificou-se também para a Copa do Mundo de Xadrez nos anos de 2007, 2011 e 2021. Em 2007, terminou empatado com outros 4 jogadores na liderança no aberto continental de Cali. Em 2009, foi campeão pan-americano pela equipe brasileira em Mendes, e campeão Mercosul por equipes pelo Brasil em Mar del Plata.
Em 2021, foi campeão brasileiro absoluto de xadrez rápido (até 1 hora) em Natal. Em 2022, foi campeão brasileiro absoluto de xadrez Senior (jogadores com mais de 50 anos) nas três modalidades: pensado (partidas de mais de 1 hora), rápido e blitz (até 5 minutos), em João Pessoa. Em 2023, voltou a ganhar o Campeonato Brasileiro Senior +50 pensado e rápido, e foi campeão pan-americano invicto na categoria Senior +50 em Lima.
Representou o Brasil em quatorze edições das Olimpíadas de Xadrez entre 1988 e 2008, nas edições online em 2020 e 2021, e na de 2022 em Chennai.

## Dirigente esportivo
O então ministro do esporte, Agnelo Queiroz, anunciou em 2003 uma parceria com a CBX, a época comandada por Darcy Lima, para incluir e expandir a presença do xadrez em escolas públicas no Brasil.
Enquanto presidente da CBX, foi um dos idealizadores do projeto "Xadrez que Liberta", que usa o xadrez para ajudar na ressocialização de presos e ganhou o prêmio de melhor projeto social esportivo do mundo pela Sportaccord. Quando comandava a Comissão de Projetos Sociais da FIDE, apresentou um projeto nas Nações Unidas para utilizar o xadrez como ferramenta para o empoderamento feminino nos presídios. Durante sua gestão na CBX, a Federação Paulista de Xadrez foi acusada de desviar mais de 1 milhão de reais, e Darcy colaborou com a investigação.
Darcy foi alvo de críticas enquanto presidia a CBX, tendo sido acusado de utilizar a confederação para objetivos pessoais, perseguição a desafetos e falta de transparência na organização de torneios e definição de prêmios, assim como na escolha dos critérios para a formação da equipe olímpica brasileira de xadrez.